# Spoorlijn Dillingen - Primsweiler
De spoorlijn Dillingen - Primsweiler is een Duitse spoorlijn in Saarland en is als spoorlijn 3211 onder beheer van DB Netze. 

## Geschiedenis
Het traject werd door de Preußische Staatseisenbahnen geopend op 1 oktober 1891. In 1980 is het personenvervoer op de lijn gestaakt.

## Treindiensten
De lijn is alleen in gebruik voor goederenvervoer.

## Aansluitingen
In de volgende plaatsen is of was er een aansluiting op de volgende spoorlijnen:
Dillingen (Saar)
DB 3212, spoorlijn tussen Bouzonville en Dillingen
DB 3230, spoorlijn tussen Saarbrücken en Karthaus
aansluiting Dillingen (Saar) Ost W201
DB 3215, spoorlijn tussen de aansluiting Dillingen Süd en de aansluiting Dillingen Ost
aansluiting Dillingen (Saar) Ost W202
DB 3214, spoorlijn tussen de aansluiting Dillingen Ost en Dillinger Hütte
aansluiting Ford W211
DB 3217, spoorlijn tussen de aansluiting Ford en Dillinger Hütte
aansluiting Ford W221
DB 3210, spoorlijn tussen de aansluiting Ford en Ford Werke
Primsweiler
DB 3274, spoorlijn tussen Wemmetsweiler en Nonnweiler

## Elektrificatie
Het traject werd in 1965 geëlektrificeerd met een wisselspanning van 15.000 volt 16 2/3 Hz.